# China FAW Group

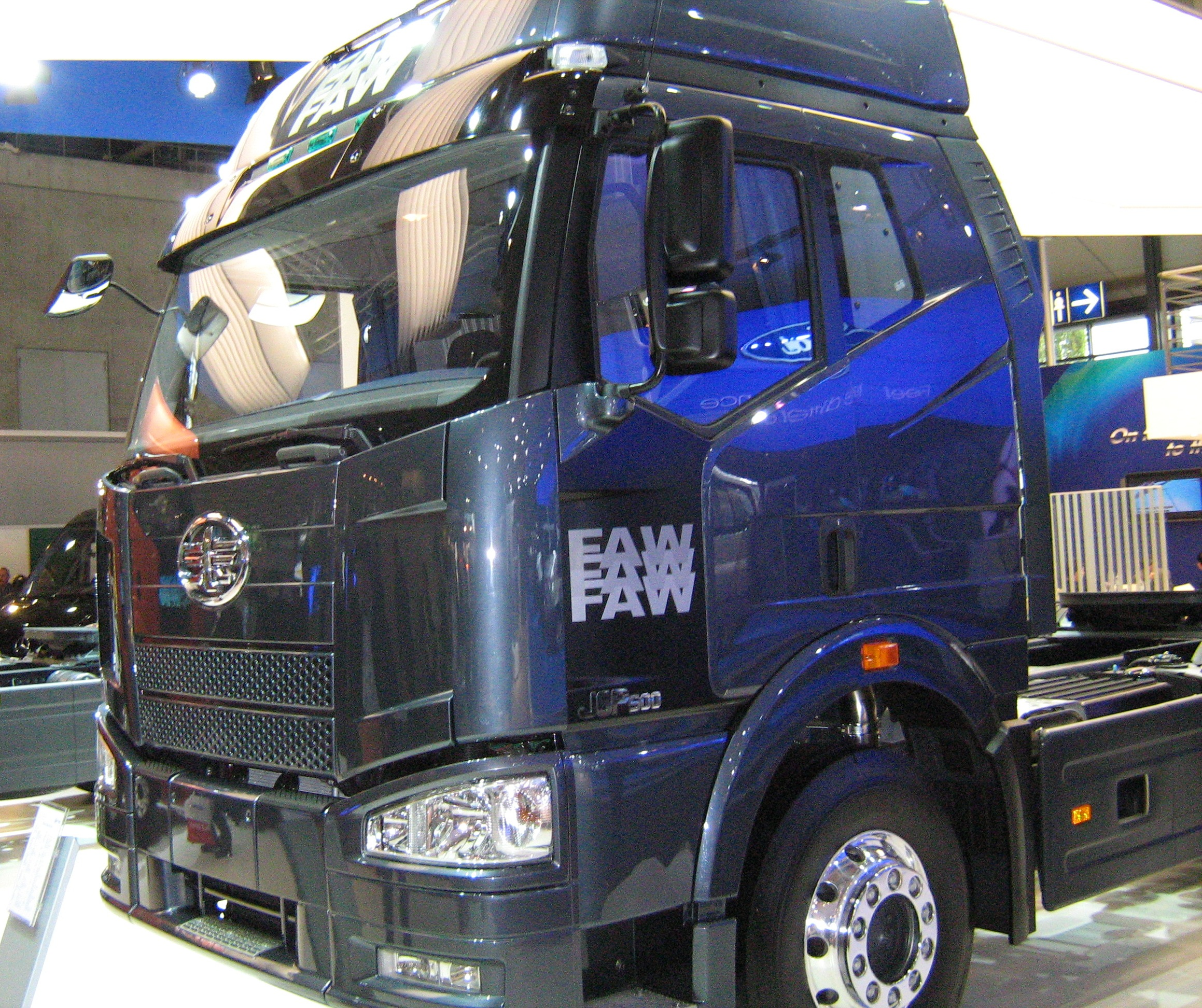
Lkw von FAW auf der IAA 2008

Die China FAW Group, eine Umbenennung von First Automotive Works (FAW) (chinesisch 中国第一汽车集团, Pinyin Zhōng Guó Dìyī Qìchē Jítuán – „Chinesische Automobilfabrik Nummer eins“), ist ein staatlicher Kraftfahrzeug- und Motorenhersteller in der Volksrepublik China.
Das Unternehmen mit Firmensitz in Changchun stellt Dieselmotoren, Personenkraftwagen sowie mittlere bis schwere Omnibusse und Lastkraftwagen her. FAW produziert an mehreren verschiedenen Standorten hauptsächlich im Nordosten von China. 

## Unternehmensentwicklung

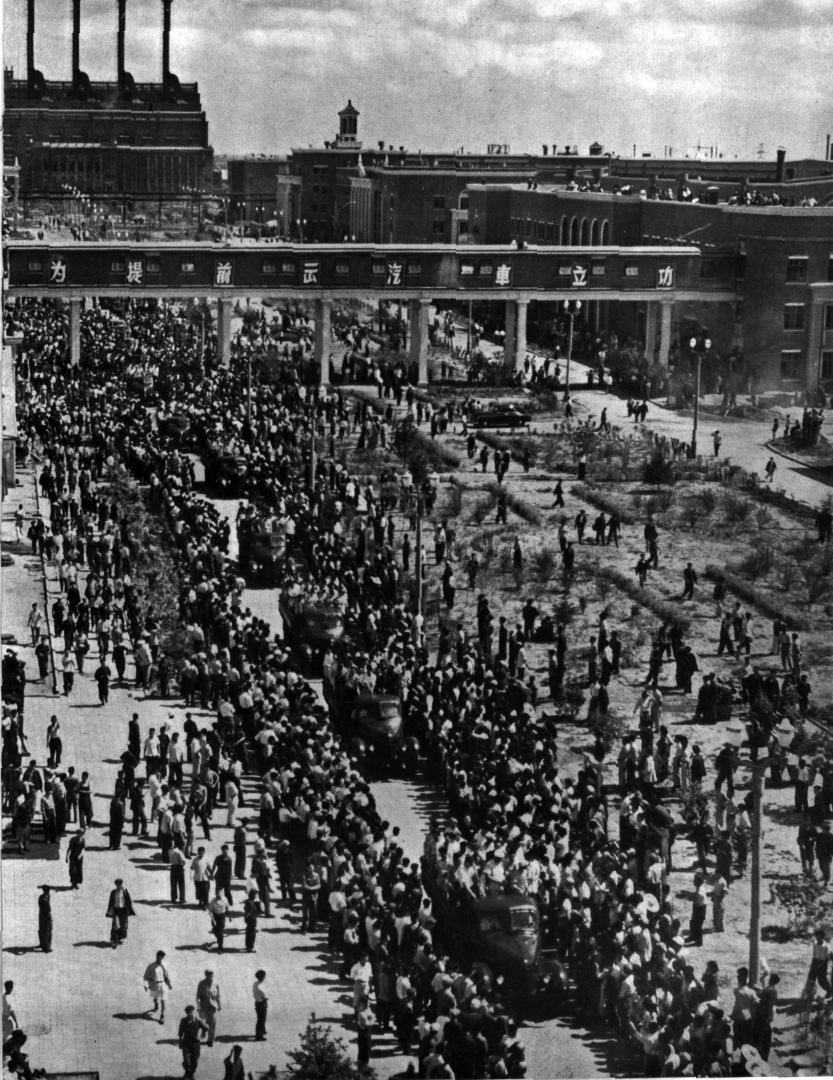
Parade mit den ersten produzierten Lkw (1956)

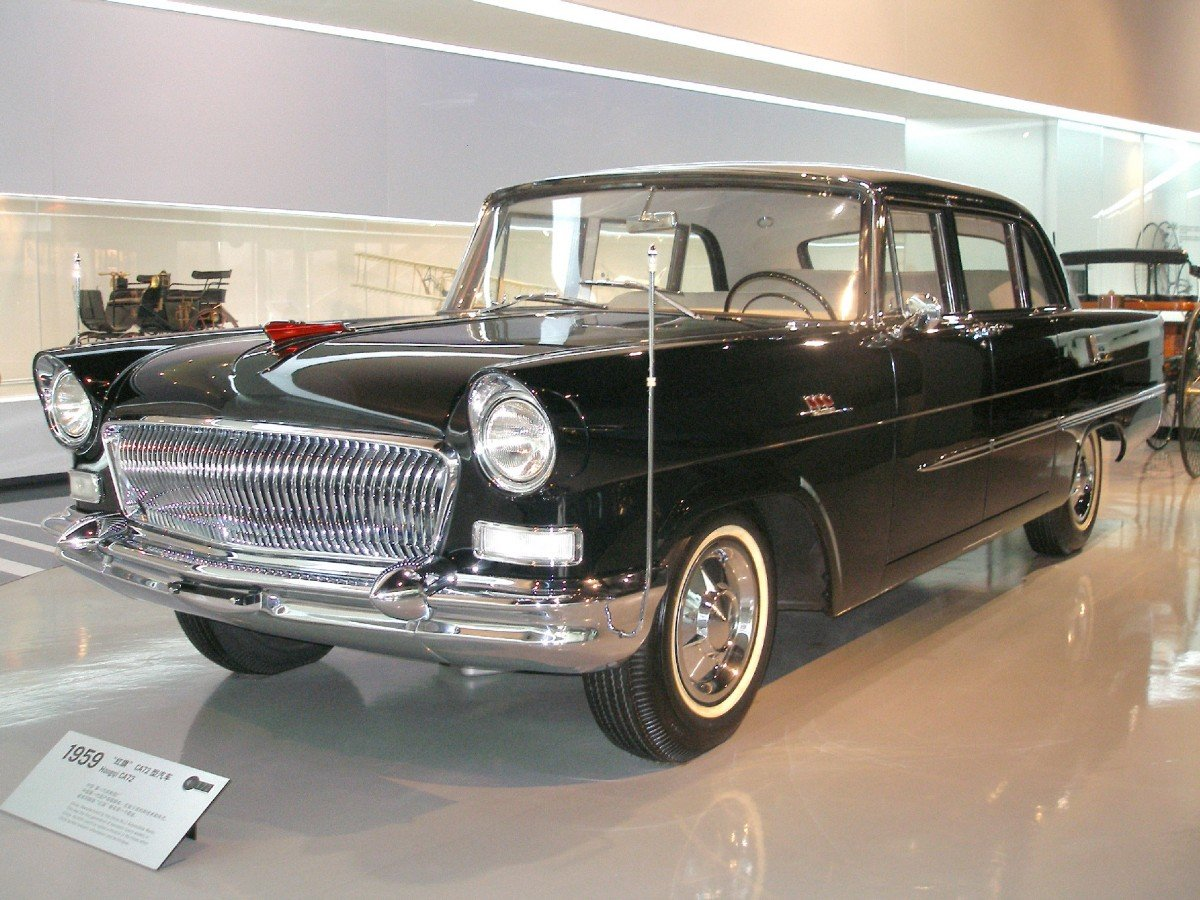
Bei FAW gebaut: Hongqi CA72, die erste chinesische Repräsentationslimousine

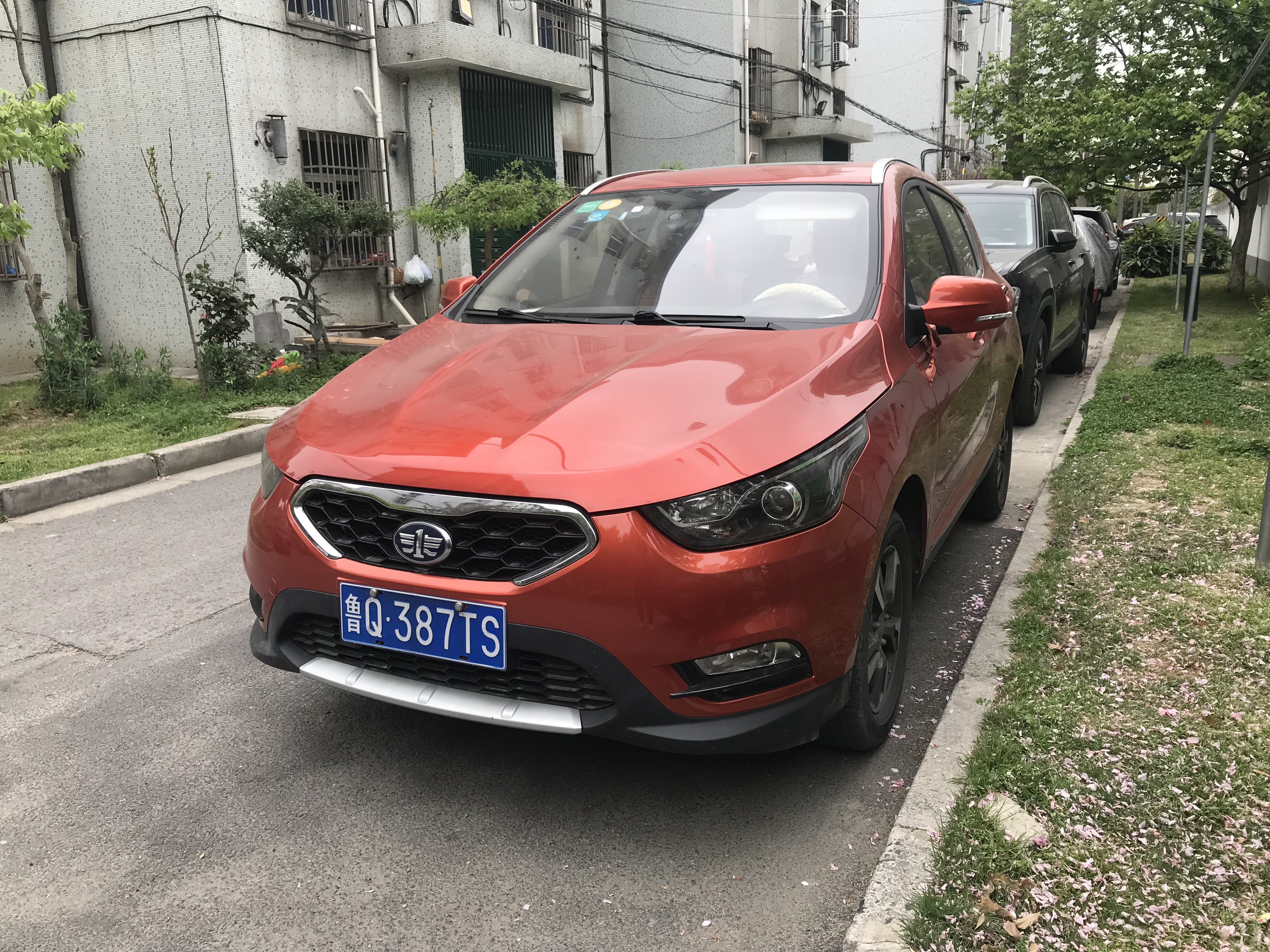
FAW Junpai D60

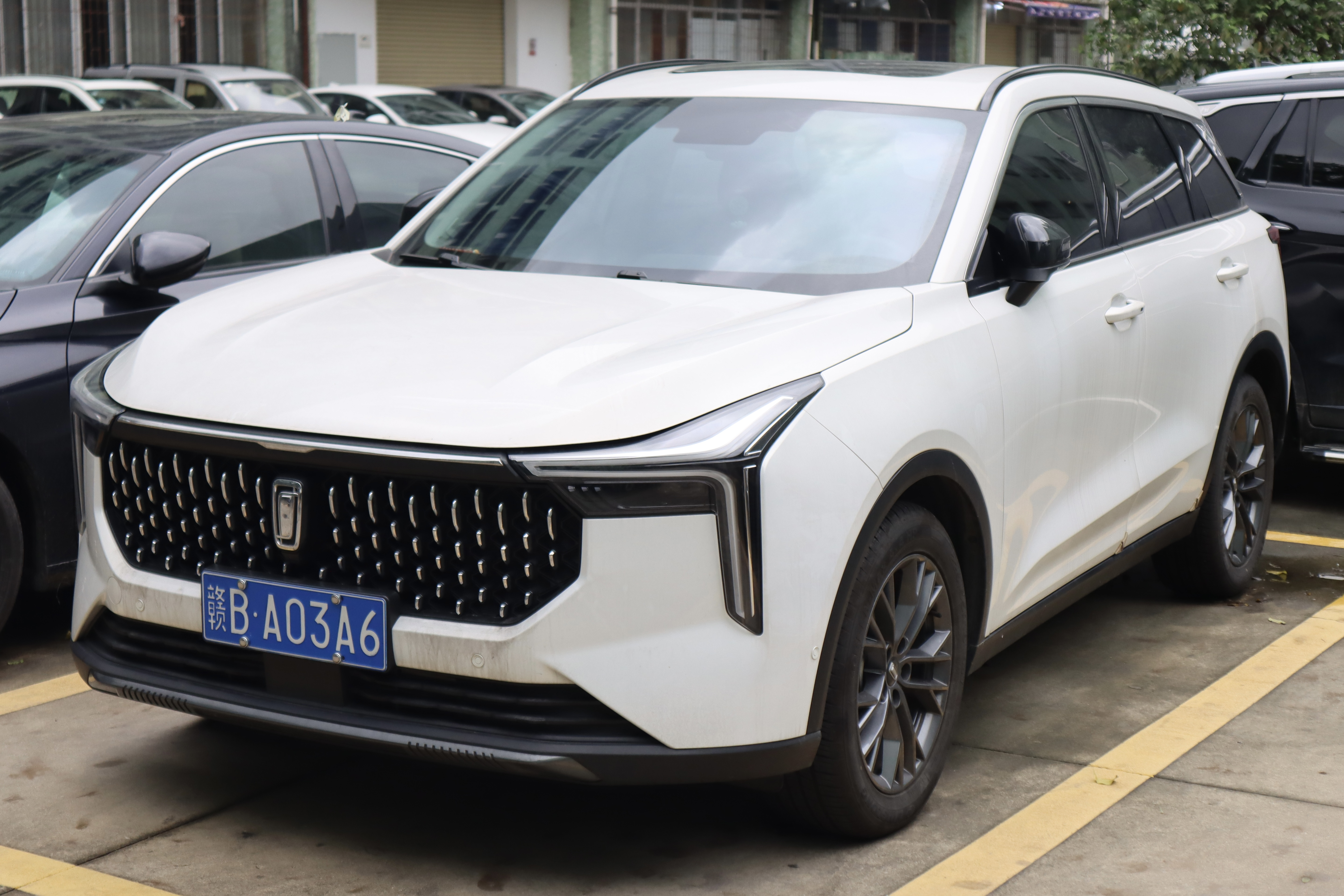
Bestune T55

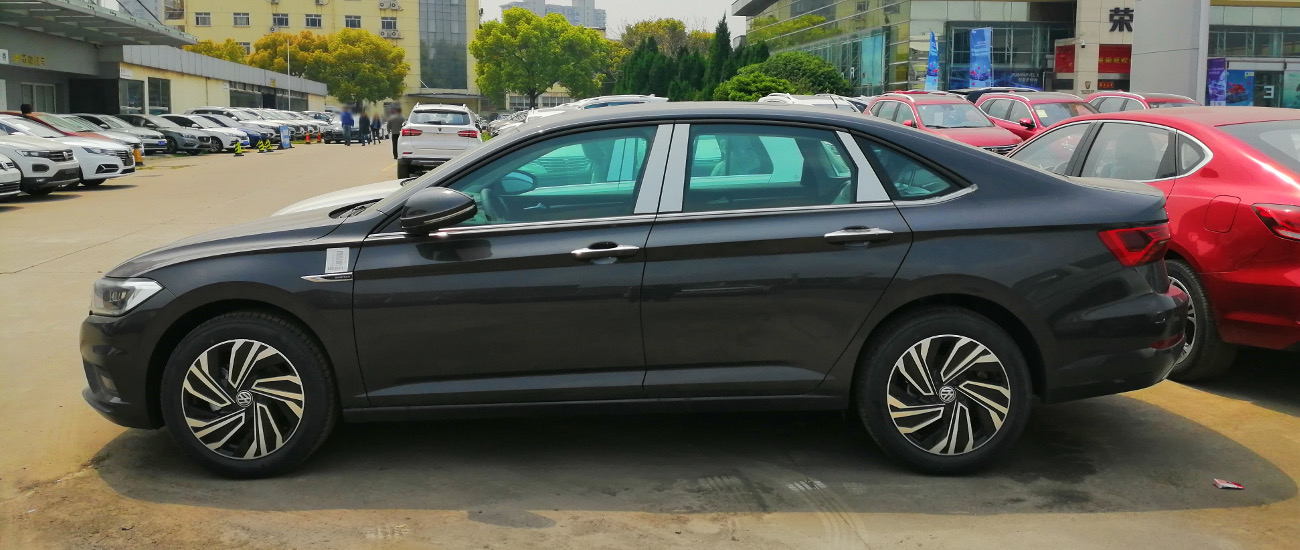
VW Sagitar von FAW-Volkswagen

Das Unternehmen wurde 1953 mit sowjetischer Unterstützung als erste Automobilfabrik Chinas gegründet und nahm 1956 die Produktion einer Kopie des ZIS-150 (Jiefang CA-10) auf. 1958 kamen eine Kopie des ZIL-157 (Jiefang CA-30), der Mittelklassewagen Dongfeng CA71 und die Repräsentationslimousine Hongqi CA72 (dt. Rote Flagge) ins Programm. Während die Fertigung des Mittelklassemodells noch 1958 nach nur 30 Exemplaren wieder aufgegeben wurde, wurde die Hongqi-Baureihe mit den Modellen CA72 und dessen Nachfolger CA770 zu einem großen Erfolg. Das Modell blieb bis in die 1980er-Jahre hinein im Programm.
Das Dong Feng-Werk wurde Ende der 1970er-Jahre abgespalten und firmiert seitdem unter dem Namen Second Automotive Works.
Seit der Öffnung in den 1980er-Jahren ist FAW mit mehreren ausländischen Automobilherstellern Joint Ventures eingegangen.
2006 produzierte der Konzern rund 110.000 Fahrzeuge und erlöste damit über 1,6 Milliarden Yuan (über 170 Millionen Euro).
Das deutsche Motorenbauunternehmen Deutz AG in Köln ist seit 1996 durch ein Joint Venture beteiligt und hat seit dem 7. Dezember 2006 insgesamt 50 % der Firmenanteile des Dieselmotorenbaus sowie die Führung in diesem Bereich von FAW übernommen. FAW gibt dagegen an, dass es eine Verbindung zwischen FAW Jiefang Truck und Deutz ist. Von 2001 bis 2004 hatte FAW auch die erst 2000 gegründete Etsong (Qingdao) Vehicle Manufacturing aufgekauft. Diese wurde letztlich dann an SAIC Motor weiterverkauft.
Im Gesamtjahr 2019 war die China FAW Group der zweitgrößte Lastwagenhersteller der Welt im Bereich der mittleren und schweren Lastkraftwagen. In dem genannten Jahr verkaufte das Unternehmen 284.889 Lkw ab sechs Tonnen.

## Marken
Die Gruppe unterhält eine Reihe von Fahrzeugmarken.
- Jiefang, Marke für Lkw seit 1956.[6]
- Dongfeng, Marke für Pkw, die nur 1958 genutzt wurde.[7]
- Hongqi, seit 1958 hauptsächlich für Fahrzeuge der Oberklasse.[8]
- FAW, Stammmarke des Konzerns, wird seit etwa 1993 für Pkw genutzt. Dieser Abkürzung werden häufig Submarken angehängt.
- Bestune, vorher Besturn, chinesisch Benteng, seit 2006 für Pkw.[9]

## Unternehmen der Gruppe
- FAW Car entstand 1997 aus einer Ausgliederung der Pkw-Abteilung aus First Automotive Works
- FAW-Volkswagen ist ein 1991 zusammen mit der Volkswagen AG gegründetes Gemeinschaftsunternehmen
- FAW Jiefang Truck für Nutzfahrzeuge[10]

Außerdem hat FAW mehrere Unternehmen und Gemeinschaftsunternehmen vollständig oder teilweise übernommen und umbenannt:
- FAW Haima Automobile Company
- FAW Hongta Yunnan Automobile Manufacturing
- FAW Huali (Tianjin) Motor[6] oder FAW Huali (Tianjin) Automobile[11]
- FAW Jilin Automobile
- Sichuan FAW Toyota Motor Company zusammen mit Toyota
- Tiantin FAW Toyota Engine zusammen mit Toyota für den Motorenbau[11]
- Tianjin FAW Toyota Motor Company ebenfalls zusammen mit Toyota
- Tianjin FAW Xiali Automobile zusammen mit Daihatsu

## Kritik
Der chinesische Autobauer verwendet vertragswidrig Patente und Konstruktionsunterlagen von VW, um damit für die eigene Sparte Motoren und Getriebe zu bauen. Diese Fahrzeuge werden auch in Ländern verkauft, in denen VW als Wettbewerber auftritt.